# Philip Syrén
Philip Berth-Joel Syrén, född 24 maj 1996 i Sävsjö, Småland, är en svensk ekonom, influerare och tidigare politiker (moderat).
Syrén arbetar sedan februari 2024 som Slöseriombudsman (SlösO) i Skattebetalarnas förening.